# بازیلفسکی (شهرستان کاراایدلسکی، باشقیرستان)
بازیلفسکی (انگلیسی: Bazilevsky, Karaidelsky District, Republic of Bashkortostan) یک شهرک در شهرستان کاراایدلسکی استان باشقیرستان کشور روسیه است.